# 1. Klasse Plauen-Zwickau 1940/41
Die Fußball-Bezirksklasse Plauen-Zwickau 1940/41 war die achte Spielzeit der nun 1. Klasse Plauen-Zwickau genannten Fußball-Bezirksklasse Plauen-Zwickau im Sportgau Sachsen. Sie diente als eine von vier zweitklassigen Bezirksklassen als Unterbau der Gauliga Sachsen. Die Meister dieser vier Spielklassen qualifizierten sich für eine Aufstiegsrunde, in der zwei Aufsteiger zur Gauliga Sachsen ausgespielt wurden.
Der Spielbetrieb fand erneut in den drei Staffeln Plauen/Vogtland, Zwickau/Westsachsen und Westerzgebirge statt, welche im Rundenturnier mit Hin-und-Rückspiel den Staffelsieger ausspielten. Die Staffelsieger trafen dann in Finalspiele aufeinander. Der diesjährige Spielbetrieb startete am 1. September 1940, die Entscheidungsspiele um die Bezirksmeisterschaft endeten am 20. April 1941. Der VfL 1905 Zwickau setzte sich im Finale gegen den Plauener SuBC durch und qualifizierte sich dadurch für die Aufstiegsrunde zur Gauliga Sachsen 1941/42, in der der Verein mit nur einem Sieg aus sechs Spielen den Aufstieg in die Erstklassigkeit verpasste.

## Staffel Plauen/Vogtland
Kreuztabelle
| 1940/41             | Plauener SuBC | SV Konkordia Plauen | REI | VFC Plauen | VfB Auerbach | ROD | Elsterberger BC |
| ------------------- | ------------- | ------------------- | --- | ---------- | ------------ | --- | --------------- |
| Plauener SuBC       |               | 0:1                 | 3:0 | 3:1        | 9:2          | 5:2 | +0:0            |
| SV Konkordia Plauen | 1:2           |                     | 4:1 | 8:2        | 6:2          | 4:0 | 5:1             |
| 1. FC Reichenbach   | 5:0           | 5:3                 |     | 2:0        |              | 9:1 | 10:3            |
| VFC Plauen          | 0:0           | 1:4                 | 5:0 |            |              | 8:2 | 1:0             |
| VfB Auerbach        | 1:4           | 3:0                 | 2:2 | 2:0        |              | 1:1 | 7:1             |
| VfB Rodewisch       | 0:3           | 0:4                 | 3:0 | 0:2        | 4:0          |     | 5:1             |
| Elsterberger BC     | 2:9           | 1:5                 | 2:7 | 3:6        | 1:4          | 1:3 |                 |

Abschlusstabelle
| Pl. | Verein                  | Sp. | S | U | N  | Tore    | Quote | Punkte |
| --- | ----------------------- | --- | - | - | -- | ------- | ----- | ------ |
| 1.  | Plauener SuBC           | 12  | 9 | 1 | 2  | 038:150 | 2,53  | 19:50  |
| 2.  | SV Konkordia Plauen (A) | 12  | 9 | 0 | 3  | 045:180 | 2,50  | 18:60  |
| 3.  | 1. FC Reichenbach       | 11  | 6 | 1 | 4  | 041:260 | 1,58  | 13:90  |
| 4.  | VFC Plauen              | 11  | 5 | 1 | 5  | 026:240 | 1,08  | 11:11  |
| 5.  | VfB Auerbach            | 10  | 4 | 2 | 4  | 024:280 | 0,86  | 10:10  |
| 6.  | VfB Rodewisch           | 12  | 4 | 1 | 7  | 021:380 | 0,55  | 09:15  |
| 7.  | Elsterberger BC         | 12  | 0 | 0 | 12 | 016:620 | 0,26  | 0:24   |

| (A) | Absteiger aus der Gauliga |

## Staffel Zwickau/Westsachsen
Kreuztabelle
| 1940/41          | VfL  | SGZ | MEE | BRA | POS | WIL | NHA  | LIC  | WER  |
| ---------------- | ---- | --- | --- | --- | --- | --- | ---- | ---- | ---- |
| VfL 1905 Zwickau |      | 1:4 | 2:4 | 2:0 | 6:3 | 6:2 | 1:0  | 3:1  |      |
| SG Zwickau       | 2:3  |     | 4:1 | 5:3 | 5:2 | 3:3 | 6:0  | 6:1  |      |
| SV Meerane 07    | 0:4  | 1:1 |     | 1:1 | 3:4 | 5:1 | 13:0 |      |      |
| TSV Brand        | 1:1  | 4:0 | 1:3 |     | 3:3 | 6:1 | 3:3  | 6:1  |      |
| Post-SG Zwickau  | 1:2  | 6:1 | 2:5 | 3:7 |     | 5:3 | 0:4  | 10:1 |      |
| TG Wilkau-Haßlau | 3:2  | 4:6 | 3:4 | 3:2 | 4:4 |     | 4:6  | 3:2  | 12:0 |
| SV Niederhaßlau  | 3:4  | 1:1 | 2:5 | 3:4 | 2:4 | 5:6 |      | 11:1 | 7:2  |
| VfL Lichtenstein | 0:15 | 1:2 | 0:1 | 4:6 | 2:0 | 2:5 | 9:1  |      |      |
| TuB Werdau       | 1:3  |     |     |     |     |     |      |      |      |

Abschlusstabelle
| Pl. | Verein               | Sp. | S  | U | N  | Tore    | Quote | Punkte |
| --- | -------------------- | --- | -- | - | -- | ------- | ----- | ------ |
| 1.  | VfL 1905 Zwickau     | 14  | 10 | 1 | 3  | 052:240 | 2,17  | 21:70  |
| 2.  | SG Zwickau           | 14  | 8  | 3 | 3  | 046:310 | 1,48  | 19:90  |
| 3.  | SV Meerane 07        | 13  | 8  | 2 | 3  | 046:250 | 1,84  | 18:80  |
| 4.  | TSV Brand (N)        | 14  | 6  | 4 | 4  | 047:330 | 1,42  | 16:12  |
| 5.  | Post-SG Zwickau (N)  | 14  | 5  | 2 | 7  | 047:480 | 0,98  | 12:16  |
| 6.  | TG Wilkau-Haßlau (N) | 14  | 5  | 2 | 7  | 045:580 | 0,78  | 12:16  |
| 7.  | SV Niederhaßlau      | 14  | 3  | 2 | 9  | 041:610 | 0,67  | 08:20  |
| 8.  | VfL Lichtenstein (N) | 13  | 2  | 0 | 11 | 025:690 | 0,36  | 04:22  |
| 9.  | TuB Werdau a (N)     | 0   | 0  | 0 | 0  | 000:000 | 1,00  | 0:0    |

| (N) | Aufsteiger aus den 2. Klassen |

## Staffel Westerzgebirge
Aus der Staffel Westerzgebirge sind nur die im März 1941 stattfindenden Entscheidungsspiele um den Staffelmeister überliefert.
|            | Gesamt |                | Hinspiel | Rückspiel |
| ---------- | ------ | -------------- | -------- | --------- |
| TSG Lauter | 9:4    | TV Sachsenfeld | 4:2      | 5:2       |

## Finale Bezirksmeisterschaft
Vorrunde
|                                                       | Gesamt |                                            | Hinspiel | Rückspiel |
| ----------------------------------------------------- | ------ | ------------------------------------------ | -------- | --------- |
| VfL 1905 Zwickau (Sieger Staffel Zwickau/Westsachsen) | 5:3    | TSG Lauter (Sieger Staffel Westerzgebirge) | 3:0      | 2:3       |

Finale
|                                              | Gesamt |                                    | Hinspiel | Rückspiel |
| -------------------------------------------- | ------ | ---------------------------------- | -------- | --------- |
| SuBC Plauen (Sieger Staffel Plauen/Vogtland) | 3:5    | VfL 1905 Zwickau (Sieger Vorrunde) | 3:3      | 0:2       |